# Tây Hồ, Miêu Lật

Vị trí tại Miêu Lật

Tây Hồ (tiếng Trung: 西湖鄉; bính âm: Xīhú Xiāng) là một hương (xã) của huyện Miêu Lật, tỉnh Đài Loan, Trung Hoa Dân Quốc (Đài Loan). Hương Tây Hồ có địa hình đồi núi và kinh tế chủ yếu dựa trên sản xuất nông nghiệp, đặc biệt là lúa gạo. Tổng diện tích của Tây Hồ là 41,0752 km², dân số vào tháng 8 năm 2011 là 7.806 người thuộc 2.684 hộ gia đình, mật độ cư trú đạt 190 người/km².